# Moshpit (Band)
Moshpit ist eine 2001 gegründete rechtsextreme Metalcore-Band aus Altenburg in Thüringen.

## Geschichte
Die Gruppe wurde 2001 gegründet und besteht heute aus den Musikern der Bands Brainwash, Kreuzfeuer, Sharon Tate, Hope for the Weak, Voice of Justice, Eternal Bleeding und Bloody Memory. Die Gruppe veröffentlichte bisher eine Split-CD mit Path of Resistance aus Rostock und One Family (2008), eine Split-CD mit Forbidden, Total War und Attack sowie mit Mirror of an Unbroken Faith (2007) und We Carry the Heart (2012) zwei Alben, die allesamt über OPOS Records erschienen. Zudem war die Gruppe mehrfach auf den von der NPD verteilten Schulhof-CDs zu hören. OPOS Records wurde ins Leben gerufen, um die CDs der Band vertreiben zu können. Inzwischen sind bei dem Label mehrere Bands untergekommen, die in der rechten Szene aktiv sind.
Große Bekanntheit erlangte der Hatecore als Subgenre des Hardcore-Punk in Deutschland erst 2004 mit der Veröffentlichung der Split-CD mit Path of Resistance als NS-Hardcore.
Die Band spielte 2009 mit Brainwash sogar auf dem US-amerikanischen Rechtsrock-Festival „Uprising“. 2008 spielte die Band auf dem Fest der Völker. Die Band spielt häufig mit Brainwash Konzerte in Moskau, Russland. Seit ihrem Bestehen hat die Gruppe ungefähr 40 Konzerte gegeben, die teilweise auch im Ausland stattfanden. Laut der Bundeszentrale für politische Bildung gilt Moshpit als eine „bundesweit bekannte und gefragte Hardcore-Band in Deutschland“.
Ursprünglich sollte Moshpit lediglich als Nebenprojekt der Gruppe Aryan R. sein.

## Bandname und Texte
Den Bandnamen „Moshpit“ wählten die Musiker, weil es ein Begriff aus der Hardcore-Punk-Szene ist.
Das Stück Ihr oder wir, das 2010 und 2011 im Rahmen des Projekt Schulhof-CDs erschien, beschreibt eine angebliche Manipulation des Volkes durch nicht bekannte Kräfte, die das Ziel der Sicherung der Herrschaft verfolge. Die Gruppe versucht damit auch gezielt unpolitische und links-orientierte Hörer zu gewinnen, auch wenn die Gruppe sich in dem Stück in die rechte Szene verortet. Der Text solle vermitteln, dass sowohl Rechte als auch Linke einen gemeinsamen Feind haben, welcher im weiteren Verlauf des Textes bekannt gemacht werden soll. Die Band vermittelt die Botschaft, dass sie das Links-Rechts-Schema ablehnen und stattdessen einen „nationalrevolutionären dritten Weg“ einschlagen würde. In dem Stück zeige sich zudem, dass Moshpit sich nicht nur mit der Problemkonstruktion auseinandersetzt, sondern  auch Handlungsoptionen in einer antisemitischen Weise aufzeige: Die Musiker haben den vermeintlichen Feind erkannt und enttarnt.
Die Texte sind ansonsten in englischer Sprache verfasst. Aufgrund des Verwendens von traditionellen Hardcore-Elementen und der teilweise englischsprachigen Liedtexte ist die Gruppe beim ersten Hören nur schwer in die rechtsextreme Szene einzuordnen. Auch die Musiker an sich versuchen eine Einstufung als rechtsextremistische Band zu vermeiden, indem sie ihre Musik als „systemkritisch und revolutionär“ beschreiben. Gegenüber der rassistischen Frauenorganisation Women for Aryan Unity aus den Vereinigten Staaten sagten die Musiker hingegen aus, dass sie „NS-Hardcore spielen und leben würden“.

## Diskografie

### Offizielle Veröffentlichungen
- 2004: Split mit Path of Resistance (OPOS Records)
- 2007: Mirror of an Unbroken Faith (2008 als Schallplatte neu veröffentlicht, OPOS Records)
- 2008: One Family (Split-CD mit Attack, Forbidden und Total War, OPOS Records)
- 2012: We Carry the Heart (OPOS Records)
- 2017: An eternal Torch can light a Million (OPOS Records)

### Schulhof-CDs
- 2010: Freiheit statt BRD (mit dem Stück Ihr oder wir, indiziert seit dem 14. September 2010, bestätigt am 7. Oktober 2010)[9]
- 2011: Gegen den Strom (mit dem Stück Ihr oder wir)
- 2012/13: Die Zukunft im Blick (mit dem Stück Phoenix, indiziert seit dem 13. März 2013)[10][11]